# Hamina
Hamina (en finnois : Hamina, en suédois : Fredrikshamn, en allemand : Friedrichsham) est une ville de Finlande située au sud-est du pays, dans la région de la Vallée de la Kymi.

## Histoire
La paroisse de Vehkalahti est fondée en 1336, peu après le Traité de Nöteborg entre la Suède et Novgorod. Le village principal est proclamé ville par Per Brahe en 1653, sous le nom de Veckelax Nystad, la nouvelle ville de Vehkalahti. La ville ne connaît aucun développement notable dans les années suivantes. Pire, elle est même totalement détruite par les armées russes en 1712 lors de la Grande Guerre du Nord.
Cette guerre sera finalement une occasion inespérée pour la cité. En effet, le Traité de Nystad signé en 1721 cède tout le sud de la Carélie, y compris le centre commercial et administratif de Vyborg, à l'Empire russe.
Les Suédois ont alors besoin d'une nouvelle ville frontière qui gère le commerce et abrite des garnisons militaires. Ils fondent Fredrikshamn (devenue Hamina en finnois ; littéralement le port de Frédéric) sur les ruines de la précédente ville, nommée en l'honneur du roi Frédéric Ier de Suède.
La ville est le projet de construction le plus ambitieux des années 1720 en Finlande. Les fortifications sont construites, et la ville se dote de son plan circulaire caractéristique qu'elle a conservé jusqu'à aujourd'hui.
En 1741, c'est une des principales places fortes de Finlande, mais ça n'empêche pas la ville d'être capturée et saccagée par les Russes lors de la Guerre russo-suédoise de 1741-1743. Le traité d'Åbo entérine son annexion par la Russie, et le rôle de ville frontière suédoise échoit à Loviisa.
Fredrikshamn, même après la perte de la plupart de ses habitants suédophones, ne périclite pas pour autant. Elle abrite une importante garnison russe et l'administration de l'Église luthérienne pour les parties de Finlande administrées par la Russie.
En 1809, le traité de Fredrikshamn y met fin à la Guerre de Finlande, en rattachant toute la Finlande à la Russie. Fredrikshamn et les autres territoire orientaux sont rattachées en 1812 aux nouvelles conquêtes pour former le Grand-duché de Finlande.
Le Corps des cadets de Finlande y est fondé en 1819. Il est devenu aujourd'hui l'École des officiers de réserve de Finlande, toujours basée dans la ville.

## Période moderne
La fondation de Kotka prive Hamina de la révolution industrielle. Le développement de l'industrie se fera plus tardivement (après la Guerre de Continuation). Elle devient néanmoins à partir des années 1960 le deuxième port exportateur du pays, avec en plus un des plus importants terminaux pétroliers.
La commune rurale de Vehkalahti, à partir de laquelle la ville avait été fondée il y a 350 ans, est finalement rattachée à Hamina en 2003. Aujourd'hui, la municipalité est pratiquement une banlieue de Kotka sur la route de la frontière russe. Elle offre le visage d'une des plus belles villes historiques de Finlande, endormie dans ses remparts, avec de nombreux bâtiments du XVIIIe siècle et de la première moitié du XIXe siècle.
En 2009, Google décide d'implanter à Hamina, un de ses 3 centres de données européens au sein d'une ancienne usine à papier afin de bénéficier, entre autres, des eaux froides de la mer Baltique,.

## Géographie
Hamina est la plus orientale des 9 villes finlandaise bordant le Golfe de Finlande.
Le sud de la municipalité est agricole, le nord plus forestier et sauvage. L'agglomération centrale et les quartiers situés le long de l'autoroute d'Helsinki concentrent près de 90 % de la population.
La commune est l'avant dernière traversée par la nationale 7 (E18) en venant de l'ouest. Le centre-ville n'est qu'à 40 km du poste frontière de Vaalimaa. Kotka est à 23 km (mais l'urbanisation entre les deux villes est presque continue), et Helsinki à 146 km.
Les municipalités voisines sont Virolahti à l'est, Miehikkälä au nord-est, Anjalankoski au nord et Kotka à l'ouest.

## Démographie
Depuis 1980, l'évolution démographique d'Hamina est la suivante, :
| Année      | 1980   | 1985   | 1990   | 1995   | 2000   | 2005   |
| ---------- | ------ | ------ | ------ | ------ | ------ | ------ |
| population | 22 995 | 22 947 | 22 589 | 22 405 | 21 847 | 21 957 |

| Année      | 2010   | 2020   | 2020   |
| ---------- | ------ | ------ | ------ |
| population | 21 400 | 20 851 | 19 890 |

## Politique et administration

### Conseil municipal

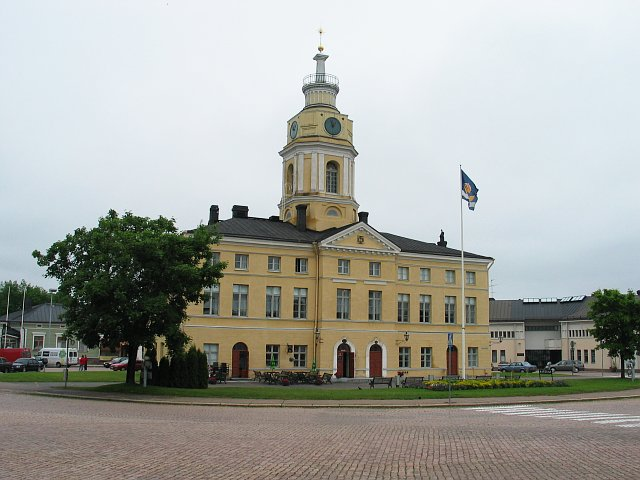
L'hôtel de ville d'Hamina.

Les 43 sièges du conseil municipal sont repartis comme suit:
| Parti     | Parti                              | Sièges 2021–2025 |
| --------- | ---------------------------------- | ---------------- |
|           | Parti social-démocrate de Finlande | 10               |
|           | Parti de la Coalition nationale    | 8                |
|           | Parti communiste                   | 0                |
|           | Vrais Finlandais                   | 10               |
|           | Ligue verte                        | 2                |
|           | Chrétiens-démocrates               | 2                |
|           | Parti du centre                    | 7                |
|           | Mouvement maintenant               | 4                |
| Sources : |                                    |                  |

### Subdivisions administratives
Quartiers
Les quartiers de Hamina sont:
- Alakaupunki (fi)
- Husula (fi)
- Pitäjänsaari (fi)
- Poitsila (fi)
- Reitkalli (fi)
- Ruissalo (fi)
- Salmenkylä (fi)
- Saviniemi (fi)
- Tallinmäki (fi)
- Tervasaari (fi)
- Summa (fi)
- Uusi-Summa (fi)

Conurbations
Fin 2019, il y avait 20 111 habitants à Hamina, dont 17 461 habitient dans des conurbations, 2 460 dans des zones habitat dispersé et 190 dans des lieux de résidence inconnus.
Le taux d'habitants d'Hamina vivant en agglomération est de 87,7 %.
Hamina compte 5 agglomérations:
| # | Agglomération                   | Population (31.12.2019) |
| - | ------------------------------- | ----------------------- |
| 1 | Agglomération centrale d'Hamina | 15 380                  |
| 2 | Neuvoton                        | 1 278                   |
| 3 | Vilniemi                        | 527                     |
| 4 | Metsäkylä                       | 261                     |
| 5 | Agglomération centrale de Kotka | 15                      |

## Économie

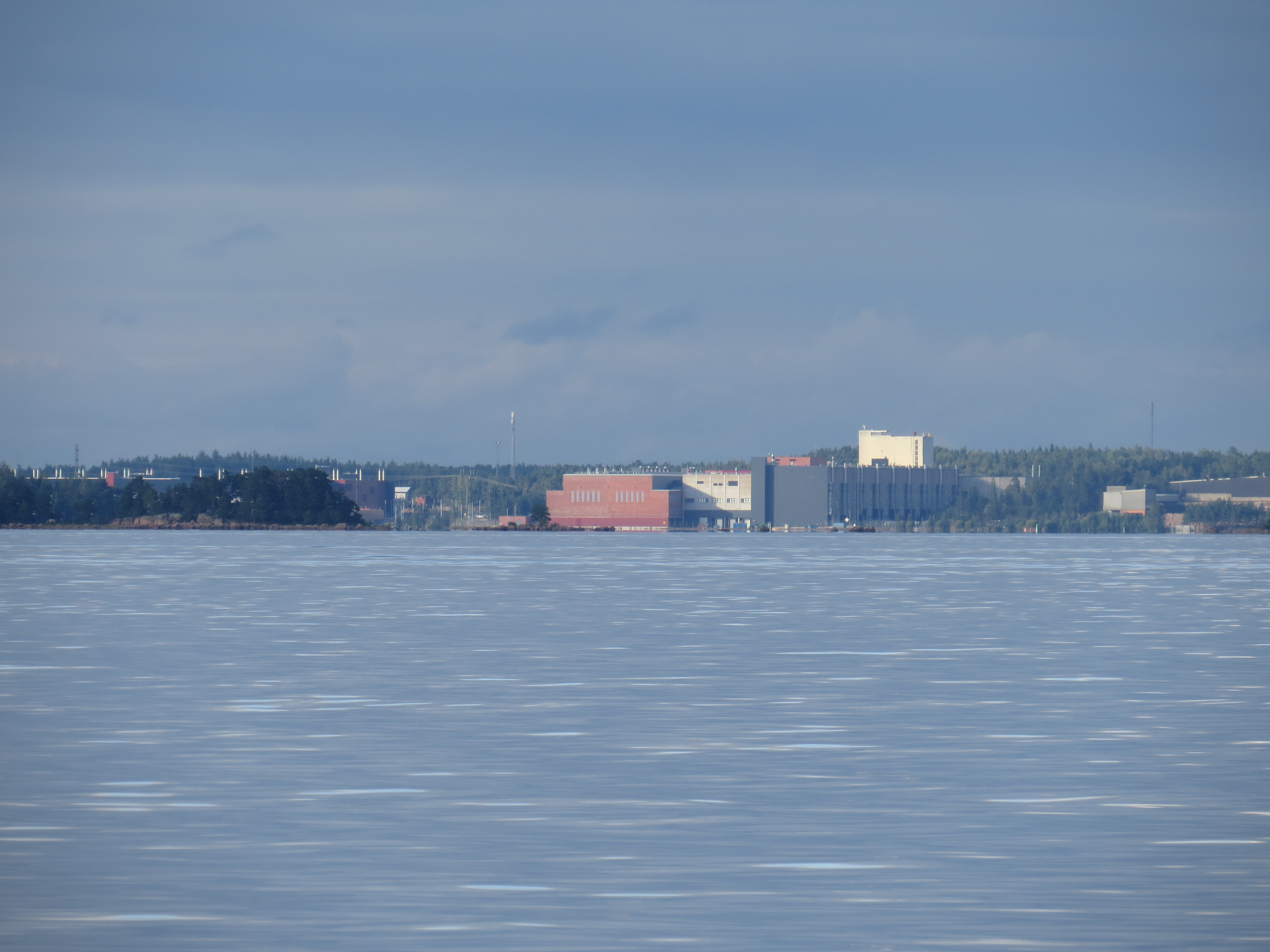
Le centre serveur de Google, dans la zone de l'ancienne papeterie de Summa à Hamina.

En 2011, le port de Hamina a fusionné avec le port de Kotka pour devenir le port de Hamina-Kotka, qui est le plus grand port public de Finlande.
Avant la fusion, le port de Hamina était un important port d'exportation et d'importation.
En mars 2009, la société Google rachete les locaux de l'usine Stora Enso et y  installe son centre de données qui devient opérationnel en septembre 2011.
Google annoncé en août 2012 qu'il doublera le centre.
En 2019, Google annonce qu'il investira 600 millions d'euros dans un nouveau centre de données à Hamina.
Avec le nouveau centre de données, l'investissement total de Google a Hamina est passé à deux milliards d'euros et le centre emploie environ quatre cents personnes.
Hamina est l'un des six centres de données de Google en Europe.

### Principales entreprises
En 2021, les principales entreprises de Hamina par chiffre d'affaires sont :
| Société                   | C.A.   |
| ------------------------- | ------ |
| Tuike Finland Oy          | 566 M€ |
| Prefere Resins Finland Oy | 59 M€  |
| Södra Wood Ab             | 43 M€  |
| Trinseo Suomi Oy          | 41 M€  |
| Evonik Silica Finland Oy  | 29 M€  |
| Sakki Oy                  | 25 M€  |
| Haminan Energia Oy        | 24 M€  |
| MCM Timber Oy             | 24 M€  |
| K-Supermarket Kanuuna     | 18 M€  |
| Kalevi Suntio Oy          | 16 M€  |

### Employeurs
En 2021, les plus importants employeurs privés de Hamina sont:
| Employeur                    | Employés |
| ---------------------------- | -------- |
| Evonik Silica Finland Oy     | 111      |
| Tuike Finland Oy             | 94       |
| Esperi Hoivakoti Kolmisointu | 82       |
| Prefere Resins Finland Oy    | 73       |
| Ravimäkipalvelut Oy          | 65       |
| MCM Timber Oy                | 52       |
| Haminan Energia Oy           | 52       |
| Prontec Service Oy           | 44       |
| Sakki Oy                     | 43       |
| Södra Wood Ab                | 41       |

## Architecture et urbanisme

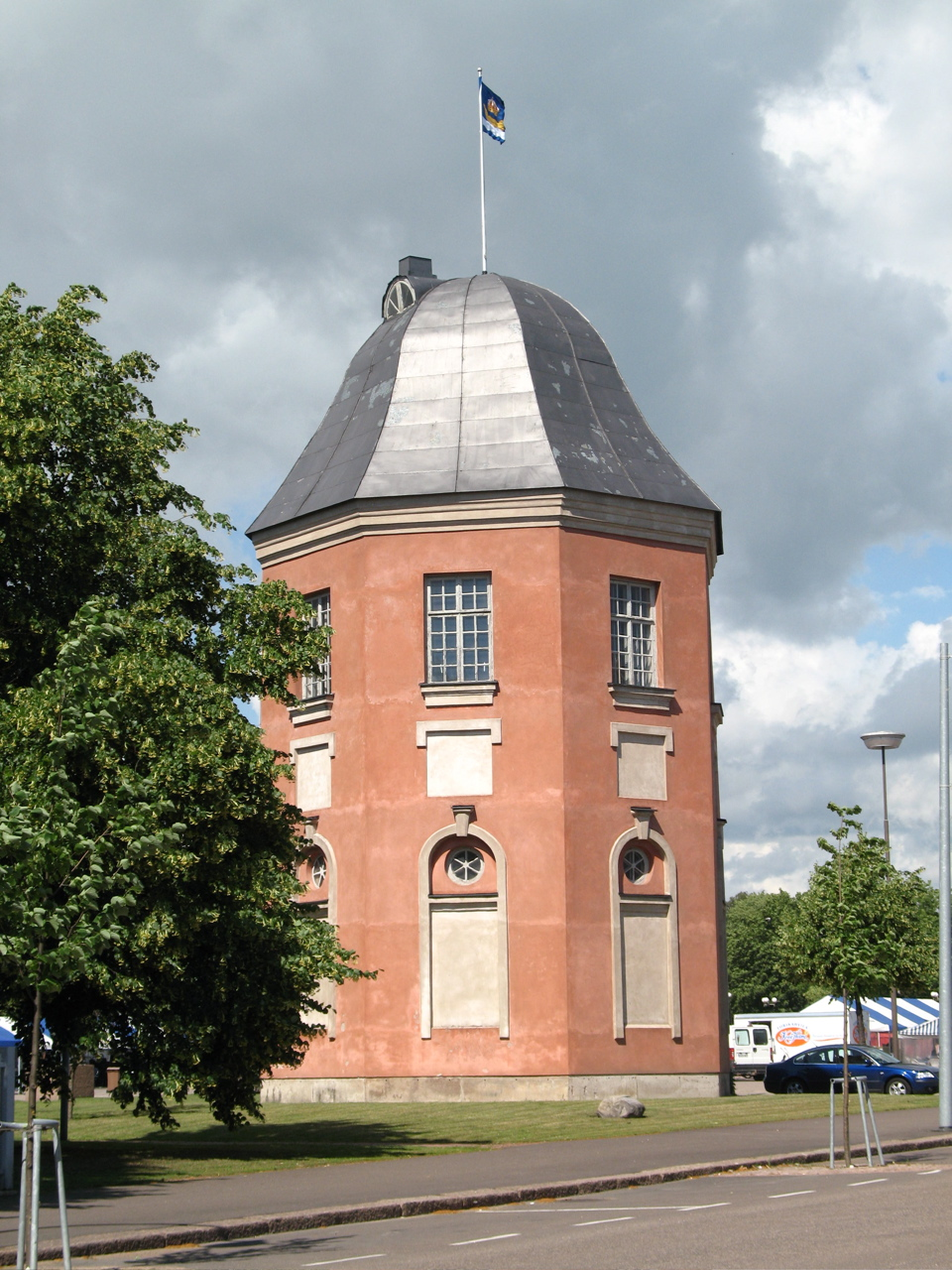
Ancien bâtiment militaire, à proximité de la place du marché.

### Forteresse d'Hamina
La forteresse d'Hamina est l'une des rares forteresses dites circulaires au monde.
Elle représente l'idée d'une ville idéale développée à la Renaissance dans les pays méditerranéens et on peut considérer qu'elle a pris pour modèle la ville de Palmanova, dans le nord de l'Italie.

### Autres lieux et monuments
- Église Saint-Jean d'Hamina
- Église Saint-Pierre-et-Saint-Paul
- Église Sainte-Marie
- Hôtel de ville d'Hamina
- Musée municipal d'Hamina (fi)
- Lipputorni
- École des officiers de réserve (fi)
- Manoir de Reitkalli
- Manoir de Summa
- Pont de Mullinkoski
- Manoir de Poitsila
- Manoir de Vilniemi
- Manoir de Brakila
- Musée de Vehkalahti
- Cimetière orthodoxe,
- Villages de pêche Tammio et Kuorsalo
- Galerie Lavinpaikka

| Carte de lieux et monuments de Hamina              |
| Carte interactive de lieux et monuments de Hamina. |

## Transports

### Routier
La nationale 26, une des plus courtes du pays, relie Hamina à Luumäki en Carélie du Sud (50 km), et par là à Lappeenranta (88 km).
La régionale 371 relie Hamina et Kouvola.
La route royale passe par Hamina.
Le marché d'Hamina est à 300 m de la gare routière qui permet de prendre des bus express Helsinki, Kouvola, Lahti, Hämeenlinna, Lappeenranta, Savonlinna, Joensuu et pour l'aéroport d'Helsinki-Vantaa.

### Ferroviaire
La halte de Tavastila (fi) de Kotka est à 15 km du centre d'Hamina.
La Halte de Kymi (fi) est à 20 kilomètres, la halte de Kyminlinna (fi) à 21 kilomètres et la gare de Kotka à 26 km.

### Aérien
Le centre d'Hamina est situé à 153 km de l'aéroport d'Helsinki-Vantaa et à 87 km de l'Aéroport de Lappeenranta.

### Maritime
Le port de Hamina-Kotka est l'un des plus importants de Finlande.

## Personnalités
- Magnus Enckell, artiste
- Ilkka Heiskanen, actrice
- Helvi Hämäläinen, écrivain
- Marjatta Kajosmaa, skieuse
- Tapani Kansa, chanteur
- Tapio Korjus, lanceur de javelot
- Veikko Lavi, chanteur
- Leo Mechelin, homme politique
- Pelle Million, musicien
- Riku Rantala, éditeur
- Einar Schadewitz, soldat
- Hugo Simberg, artiste
- Akseli Toivonen, architecte
- Ester Toivonen, actrice
- Ferdinand Öhman, architecte
- Markku Vahtila, gymnaste
- Pauli Lehtosalo, homme politique

## Jumelages
La ville de Hamina est jumelée avec :
| Ville | Ville                 | Pays | Pays    |
| ----- | --------------------- | ---- | ------- |
|       | Commune de Paide (en) |      | Estonie |
|       | Falun                 |      | Suède   |
|       | Røros                 |      | Norvège |

## Honneur
L'astéroïde (2733) Hamina porte son nom.

## Galerie

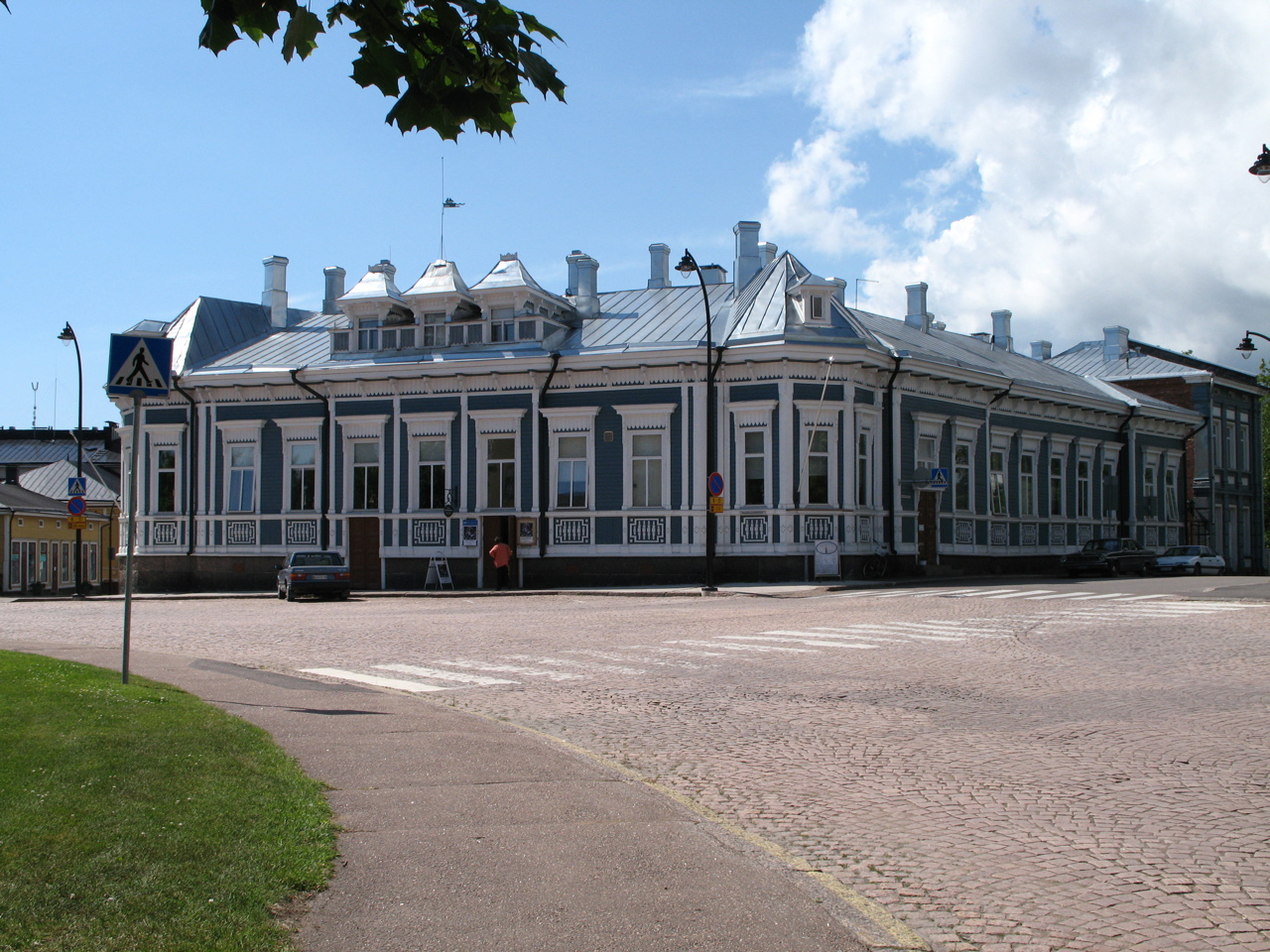
Ancienne maison située en face de la Mairie d'Hamina.
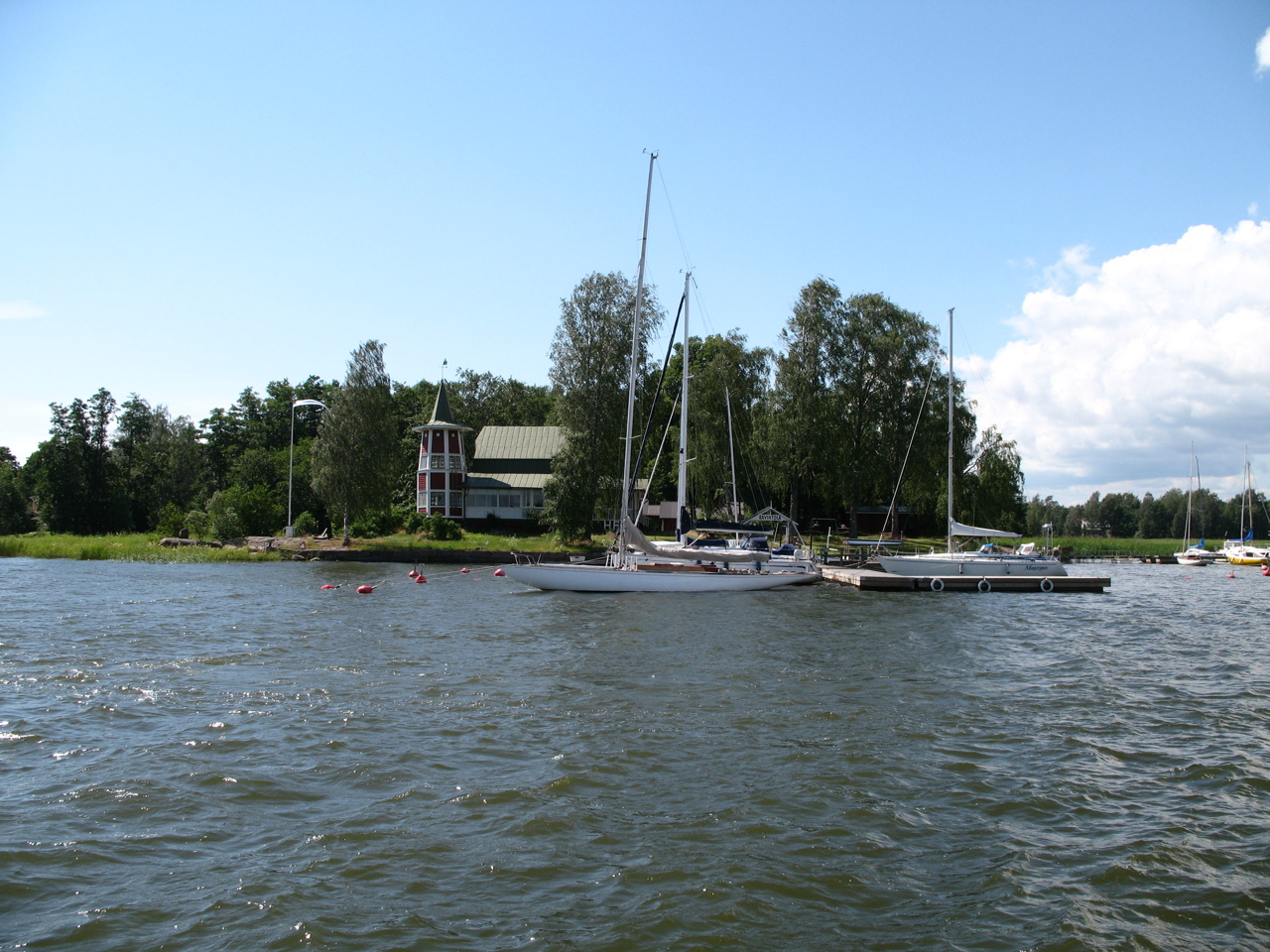
Rampsinkari.
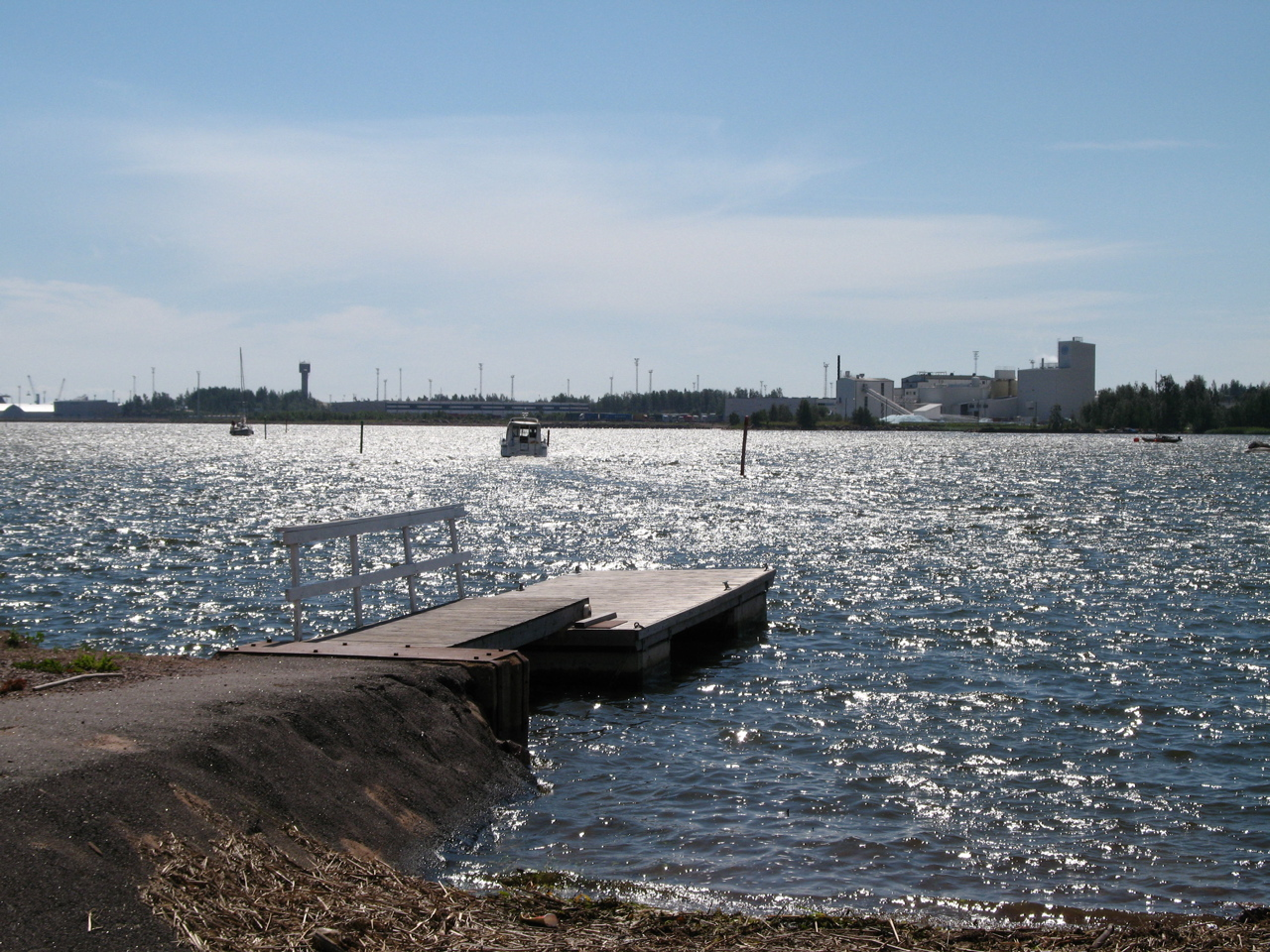
Vue du port industriel d'Hamina.
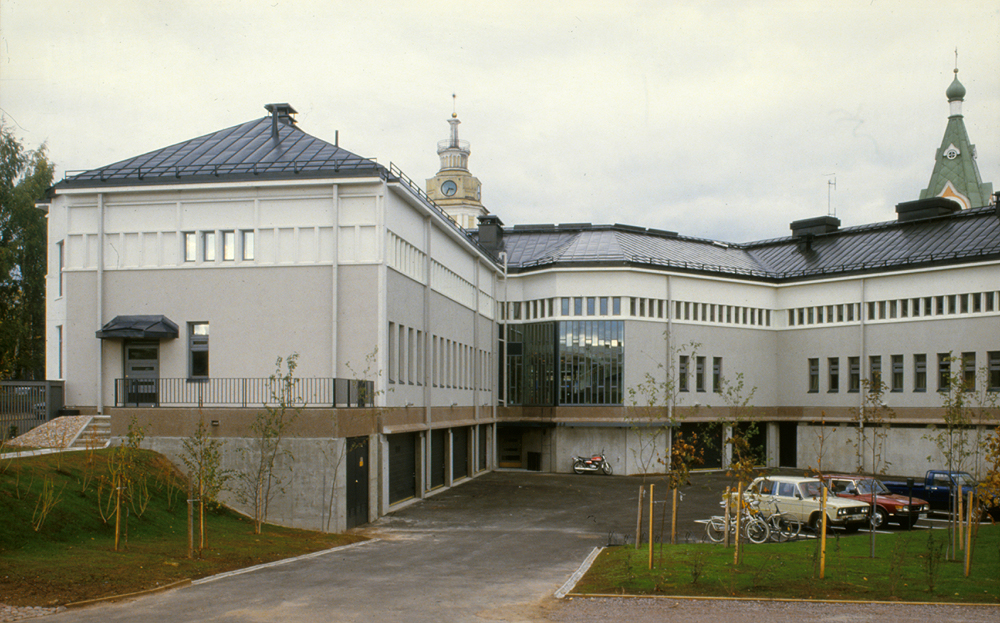
Bâtiment de la police et de la justice.
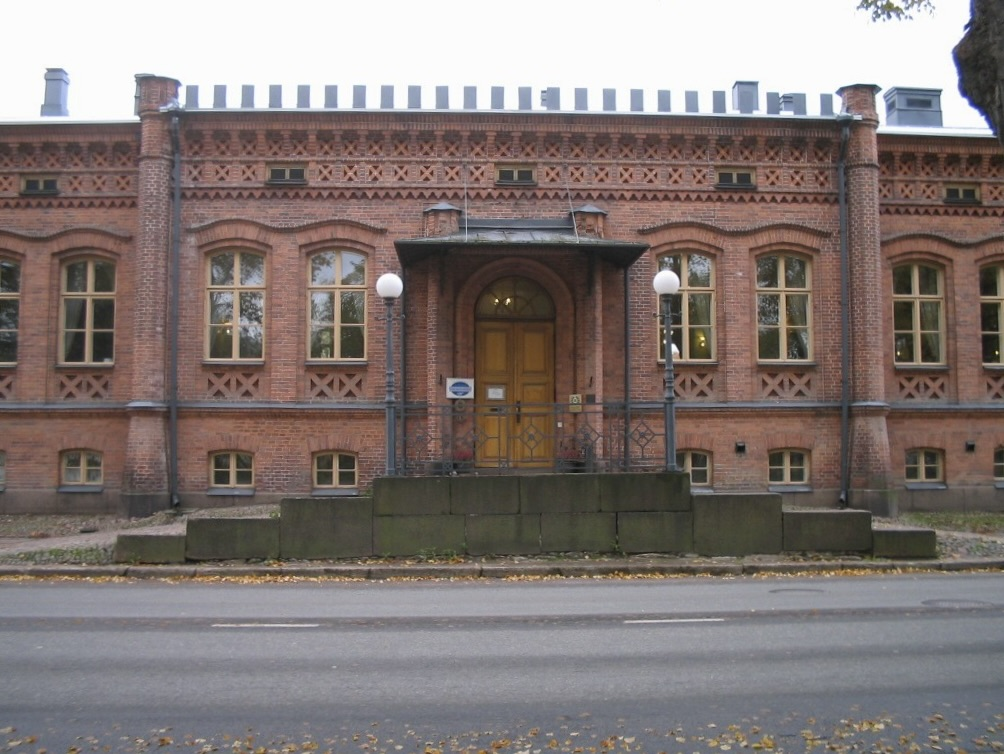
Club des officiers.
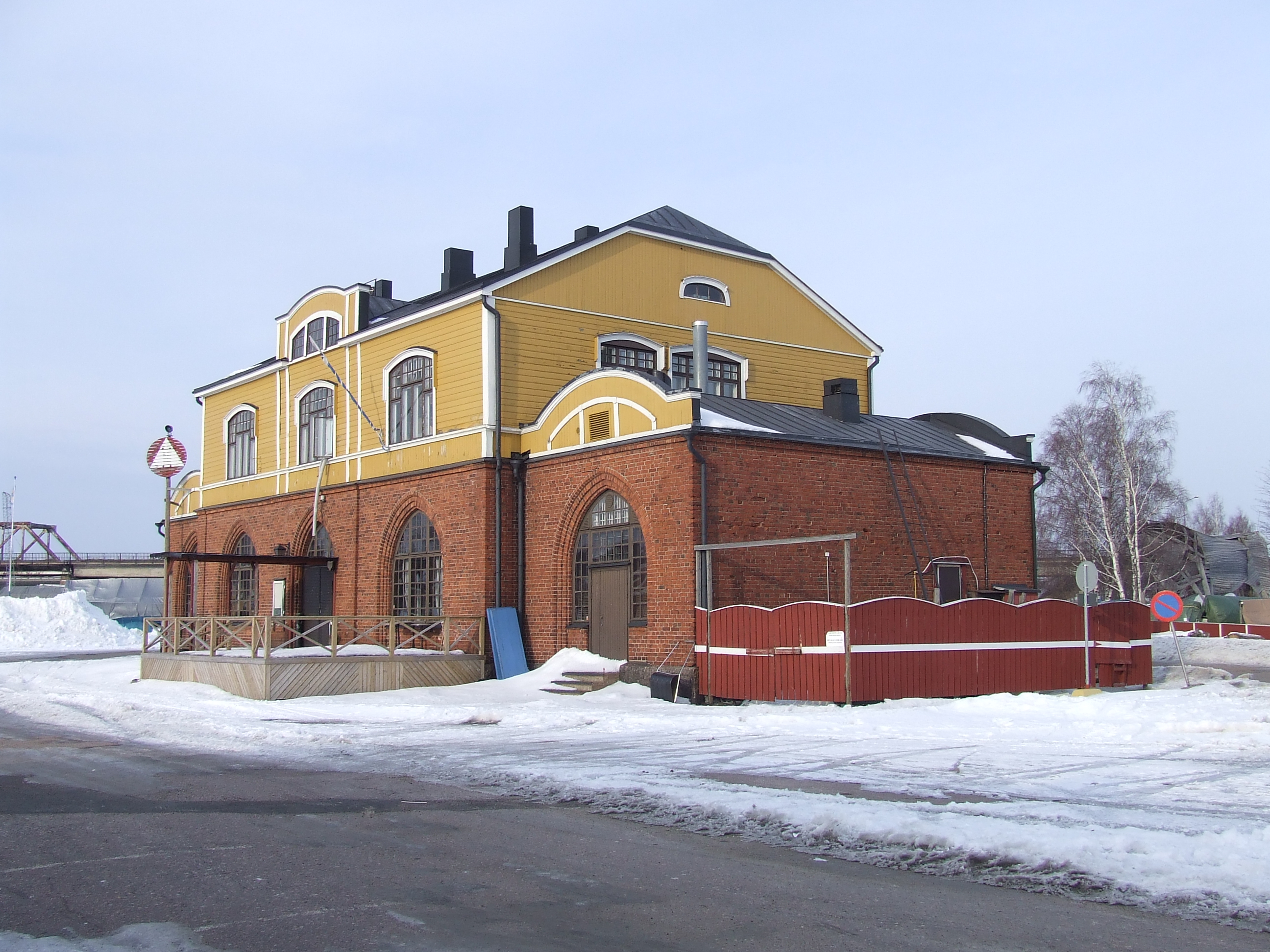
Ancien bâtiment des douanes.
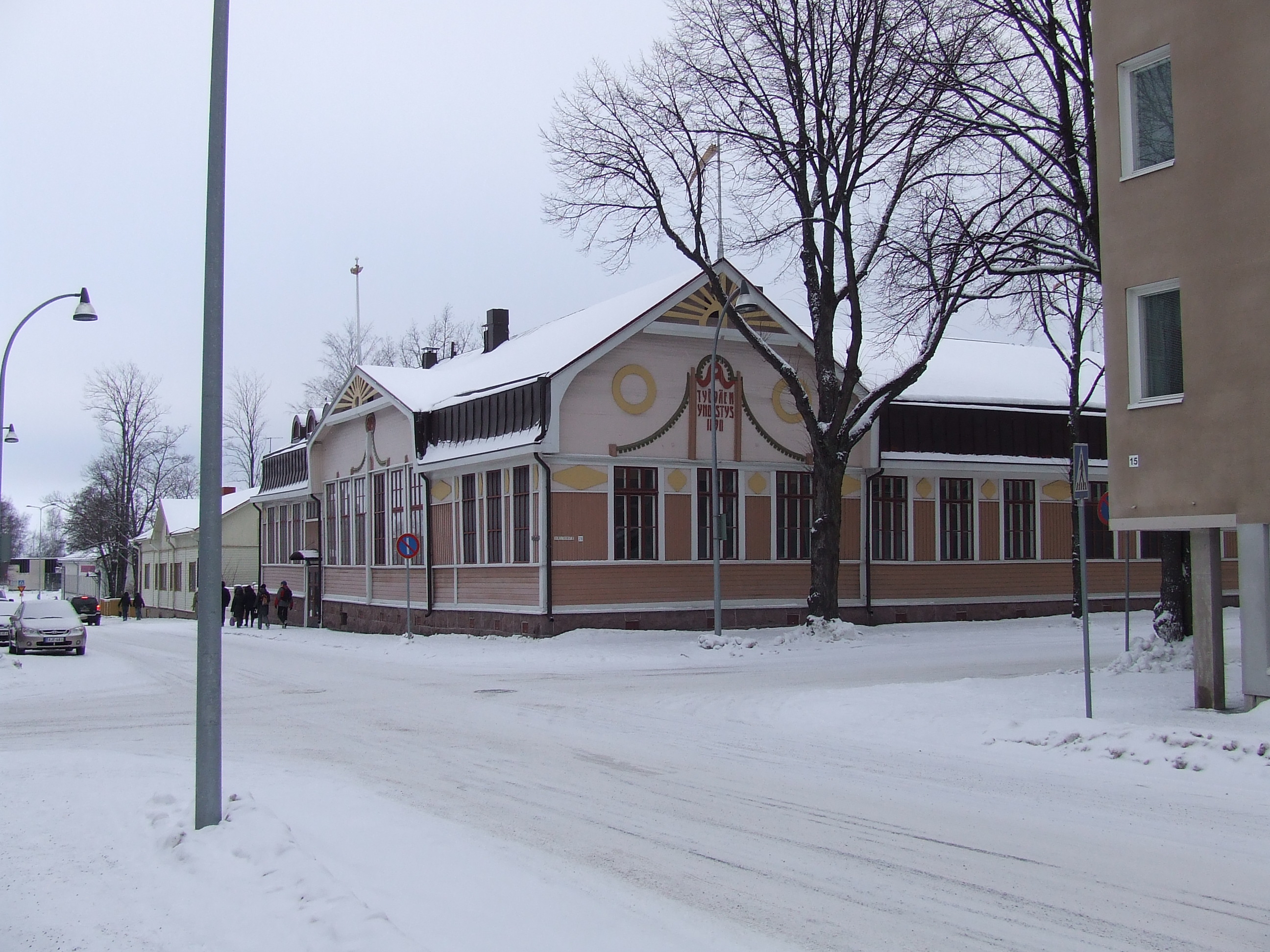
Maison des travailleurs.
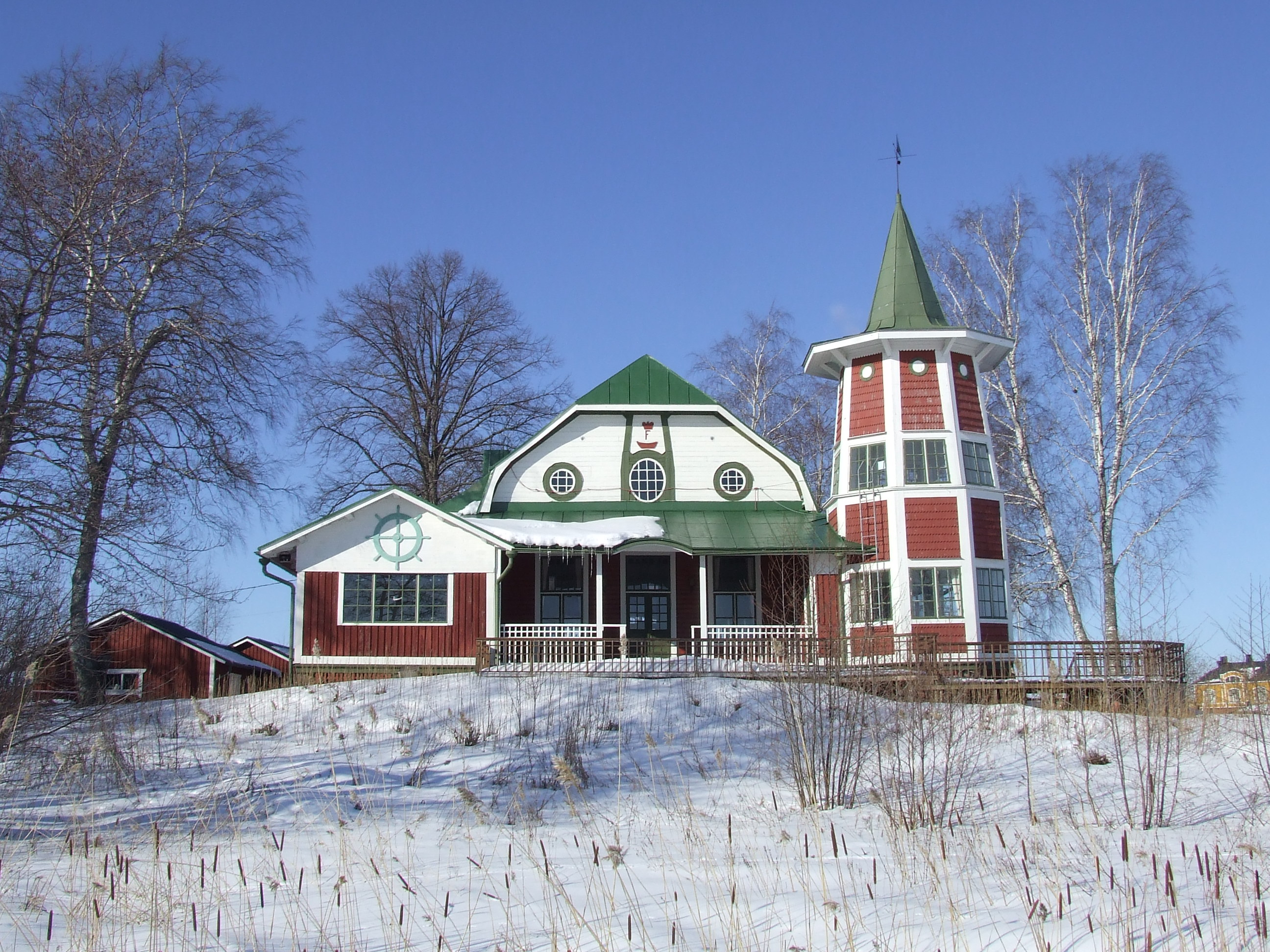
Pavillon du club nautique.
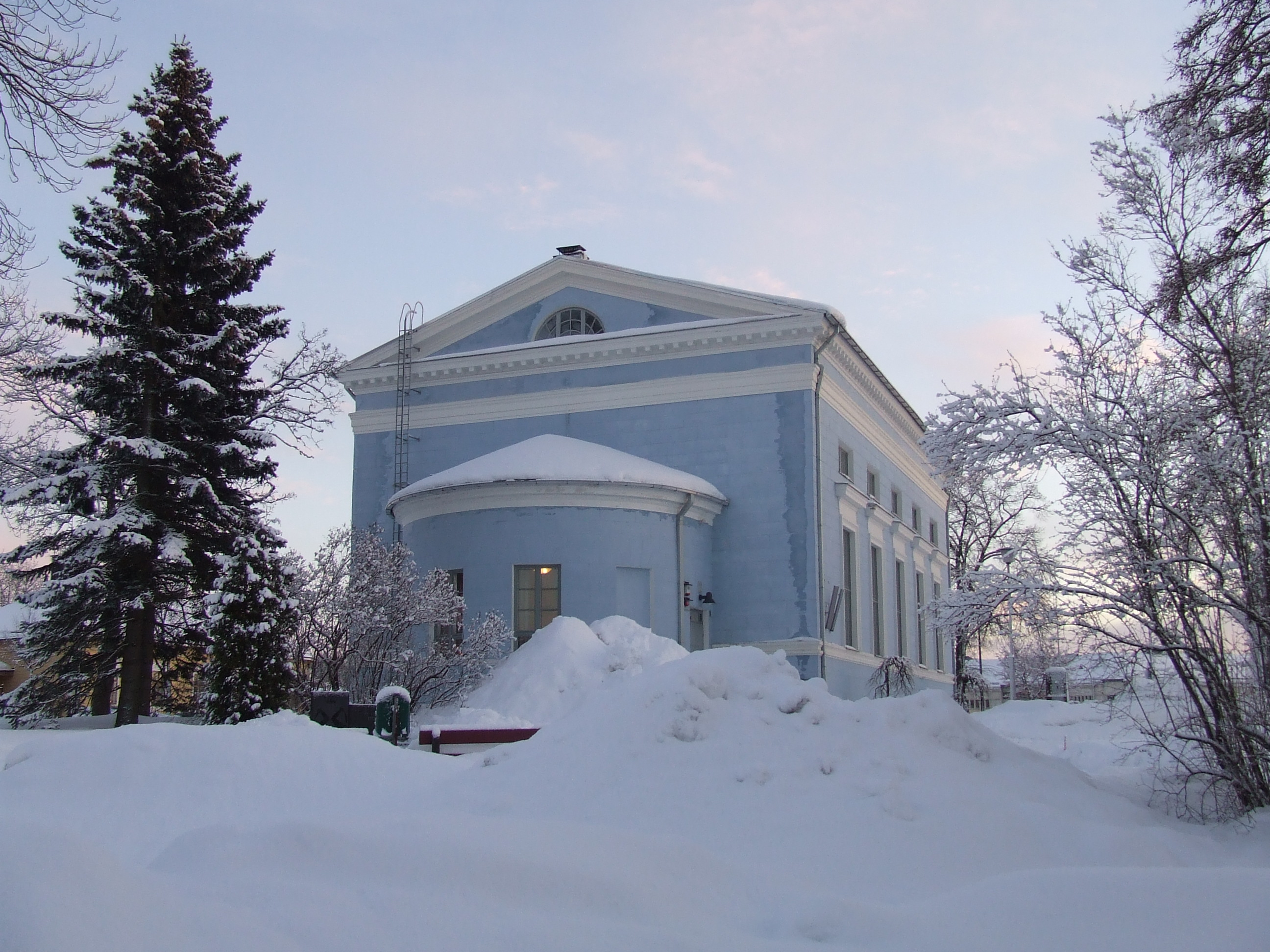
Église Saint-Jean d'Hamina